# ローガン・シェーファー
ローガン・エドワード・シェーファー（Logan Edward Schafer, 1986年9月8日 - ）は、 アメリカ合衆国・カリフォルニア州サンタクララ郡サンノゼ出身のプロ野球選手（外野手）。左投左打。MLB・ボルチモア・オリオールズ傘下所属。

## 経歴

### プロ入り前
クエスタ・カレッジ在学時の2006年、MLBドラフト31巡目（全体943位）でボストン・レッドソックスから指名されたが、カリフォルニア・ポリテクニック州立大学サンルイスオビスポ校へ進学した。
2007年もMLBドラフト47巡目（全体1376位）でコロラド・ロッキーズから指名されたが、契約には至らなかった。

### プロ入りとブルワーズ時代
2008年のMLBドラフト3巡目（全体94位）でミルウォーキー・ブルワーズから指名され、6月14日に契約した。契約後、傘下のパイオニアリーグのルーキー級ヘレナ・ブルワーズで8試合に出場し、打率.240・2本塁打・8打点・1盗塁だった。7月にA級ウェストバージニア・パワーへ昇格。43試合に出場し、打率.276・20打点・3盗塁だった。
2009年はA+級ブレバード・カウンティ・マナティーズとAA級ハンツビル・スターズでプレー。A+級ブレバード・カウンティでは113試合に出場し、打率.313・6本塁打・58打点・16盗塁だった。
2010年はA+級ブレバード・カウンティでプレーしたが、鼠径部痛症候群（スポーツヘルニア）と足の骨折で7試合の出場にとどまった。
2011年はA+級ブレバード・カウンティで9試合に出場後、5月27日にAA級ハンツビルへ昇格。50試合に出場し、打率.302・19打点・10盗塁だった。7月22日にAAA級ナッシュビル・サウンズへ昇格。40試合に出場し、打率.331・5本塁打・23打点・5盗塁と結果を残した。9月1日にブルワーズとメジャー契約を結び、翌2日のヒューストン・アストロズ戦でメジャーデビュー。7回表にテイラー・グリーンの代走として出場した。この年は8試合に出場し、打率.333だった。
2012年3月28日にAAA級ナッシュビルへ配属され、そのまま開幕を迎えた。AAA級ナッシュビルでは124試合に出場し、打率.278・11本塁打・40打点・16盗塁だった。9月4日にメジャーへ昇格。16試合に出場し、打率.304・5打点だった。
2013年は自身初の開幕ロースター入りを果たした。この年はライアン・ブラウンの出場停止もあったため先発起用も増え、自己最多の134試合に出場。打率.211・4本塁打・33打点・7盗塁だった。
2014年はメジャーデビュー以来着用していた背番号「22」を新加入のマット・ガーザに譲り、「1」に変更。2年連続で開幕ロースター入りしたが、4月20日に右ハムストリングを痛め、15日間の故障者リスト入りした。5月3日に復帰。
2015年オフに自由契約となった。

### ブルワーズ退団後
2015年11月17日にワシントン・ナショナルズとマイナー契約を結ぶも、2016年3月19日に自由契約となった。
5月10日に独立リーグ・アトランティックリーグのランカスター・バーンストーマーズと契約。6月2日にミネソタ・ツインズとマイナー契約を結び、傘下のAAA級ロチェスター・レッドウイングスへ配属された。8月28日にメジャー契約を結んで25人枠入りした。10月17日に40人枠から外れ、翌18日にFAとなった。
12月2日にボルチモア・オリオールズとマイナー契約を結び、2017年のスプリングトレーニングに招待選手として参加することになった。

## 詳細情報

### 年度別打撃成績
| 年 度    | 球 団    | 試 合 | 打 席 | 打 数 | 得 点 | 安 打 | 二 塁 打 | 三 塁 打 | 本 塁 打 | 塁 打 | 打 点 | 盗 塁 | 盗 塁 死 | 犠 打 | 犠 飛 | 四 球 | 敬 遠 | 死 球 | 三 振 | 併 殺 打 | 打 率 | 出 塁 率 | 長 打 率 | O P S |
| -------- | -------- | ----- | ----- | ----- | ----- | ----- | -------- | -------- | -------- | ----- | ----- | ----- | -------- | ----- | ----- | ----- | ----- | ----- | ----- | -------- | ----- | -------- | -------- | ----- |
| 2011     | MIL      | 8     | 5     | 3     | 1     | 1     | 0        | 0        | 0        | 1     | 0     | 0     | 0        | 1     | 0     | 1     | 0     | 0     | 1     | 0        | .333  | .500     | .333     | .833  |
| 2012     | MIL      | 16    | 25    | 23    | 3     | 7     | 1        | 2        | 0        | 12    | 5     | 0     | 1        | 0     | 1     | 1     | 0     | 0     | 3     | 0        | .304  | .320     | .522     | .842  |
| 2013     | MIL      | 134   | 337   | 298   | 29    | 63    | 15       | 3        | 4        | 96    | 33    | 7     | 1        | 11    | 0     | 25    | 1     | 3     | 60    | 5        | .211  | .279     | .322     | .601  |
| 2014     | MIL      | 65    | 136   | 116   | 13    | 21    | 9        | 1        | 0        | 32    | 8     | 2     | 1        | 3     | 1     | 15    | 3     | 1     | 27    | 0        | .181  | .278     | .276     | .554  |
| 2015     | MIL      | 69    | 143   | 122   | 17    | 27    | 6        | 1        | 1        | 38    | 6     | 1     | 0        | 6     | 1     | 12    | 0     | 2     | 29    | 3        | .221  | .299     | .311     | .611  |
| MLB：5年 | MLB：5年 | 292   | 646   | 562   | 63    | 119   | 31       | 7        | 5        | 179   | 52    | 10    | 3        | 21    | 3     | 54    | 4     | 6     | 120   | 8        | .212  | .286     | .319     | .605  |

- 2015年度シーズン終了時点

### 背番号
- 22（2011年 - 2013年）
- 1（2014年）
- 7（2015年）
- 32（2016年）